# Rue de la Glacière (Paris)
Pour les articles homonymes, voir Glacière (homonymie).
La rue de la Glacière est située dans le 13e arrondissement de Paris dans le quartier Croulebarbe et le quartier de la Maison-Blanche.

## Situation et accès
Elle commence boulevard de Port-Royal, traverse le boulevard Arago et le boulevard Auguste-Blanqui pour se terminer place Coluche.
La rue de la Glacière est principalement desservie par la ligne 6 du métro de Paris à la station Glacière.

## Origine du nom
Cette voie conduisait, originellement, à une glacière et au hameau qui en avait pris le nom.

## Historique

### Avant leXIXesiècle
Le « chemin de la Glacière » figurait déjà sur les cartes du XVIIe siècle, et conduisait de Paris à Gentilly en passant par le hameau de La Glacière. Dans cette région, les nombreuses mares et étangs de la Bièvre gelaient l'hiver, et leur glace était récupérée puis entreposée dans des puits maçonnés proches et dans d'anciennes carrières des hauteurs de Montsouris pour être utilisée l'été, d'où le nom de « Glacière ». Les étangs gelés étaient également fort prisés des patineurs.

### XIXesiècle

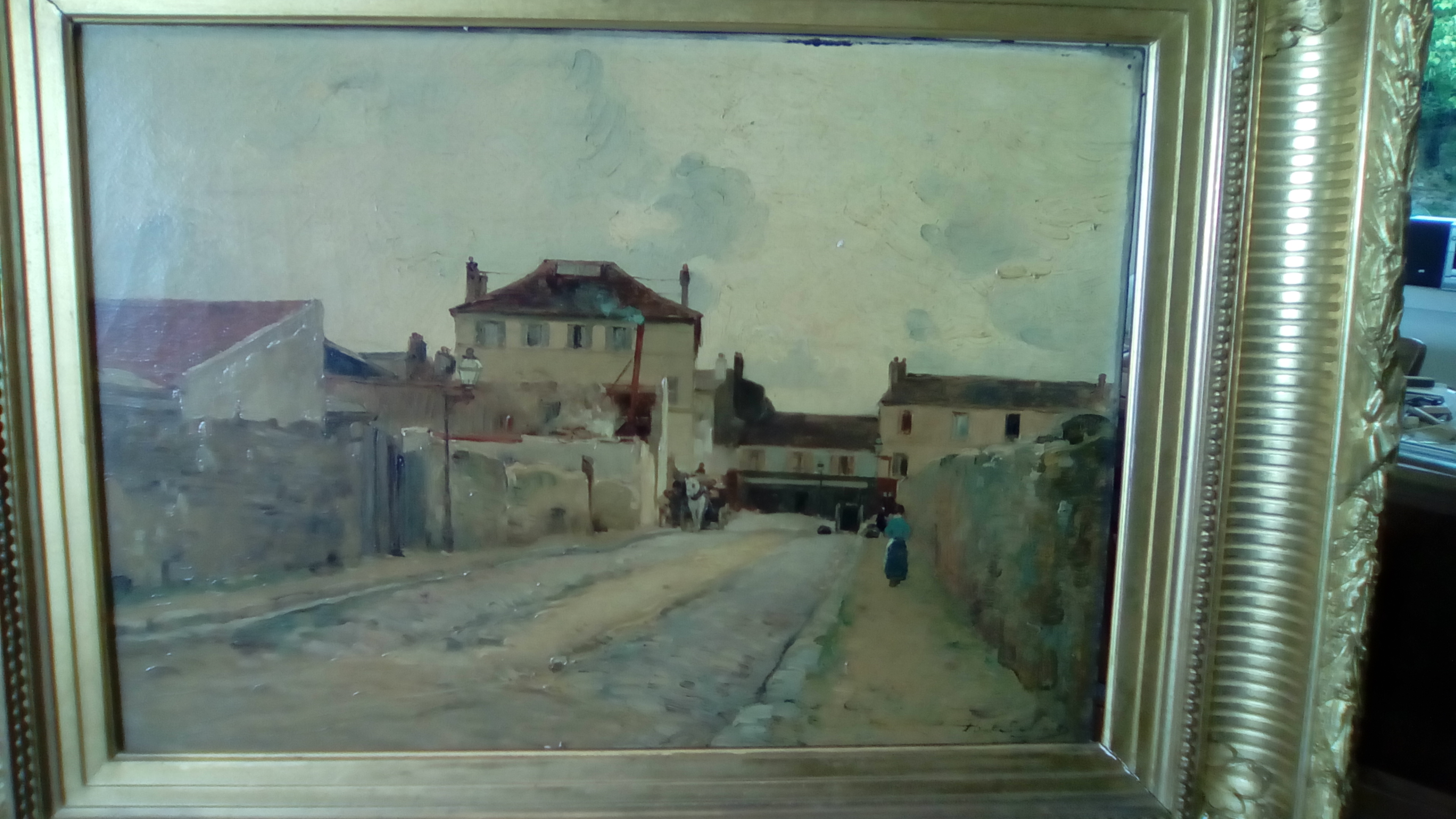
Attribué à Paul Léon Schmitt, Rue de la Glacière à Paris (vers 1880-1890), localisation inconnue.

La rue de la Glacière a été ouverte dans sa partie nord en plusieurs tronçons au milieu du XIXe siècle, et son nom actuel n'a été attribué à l'ensemble de la rue qu'en 1863, après le rattachement du Petit-Gentilly (devenu quartier de la Maison-Blanche) à Paris en 1860. La partie sud, depuis l'enceinte des Fermiers généraux édifiée sous Louis XVI et l'enceinte de 1840-1843, dite « de Thiers », se prolongeait autrefois dans Gentilly. Coupée vers 1840 par la nouvelle enceinte, elle a été renommée, en 1894, rue de l'Amiral-Mouchez depuis le carrefour Alésia-Tolbiac (place Coluche) jusqu'à la porte de Gentilly.
Son urbanisation progressive à partir de Paris lui a conféré des caractéristiques diversifiées, plus urbaine et bourgeoise au nord, plus industrielle et populaire au sud. Une première transformation profonde de ses alentours s'est opérée au cours de la seconde moitié du XIXe siècle, avec la canalisation progressive de la Bièvre et le comblement partiel de sa vallée donnant naissance aux rues de Tolbiac, Vergniaud, Würtz et Daviel (tracée sur l'ancienne rue Saint-François-de-Sales qui s'arrêtait à la Bièvre) actuelles. D'autres rues, dont certaines ont disparu entre 1955 et 1967, furent établies également à proximité : rue Maurice-Mayer, passage Prévost et impasse Prévost sud (cette impasse donnait, en sa partie nord fort courte, à la fois dans le passage du même nom et sur le boulevard Auguste-Blanqui en face de l'entrée de la station Glacière du métro aérien ligne 6, autrefois ligne 2 sud entre Étoile et Place d'Italie), rue Palmyre, rue Bullant, rue Boutin (encore présente), rue de l'Èbre (ancienne « petite rue Sainte-Anne »), le passage Victor-Marchand (rectifié et élargi).

### XXesiècle

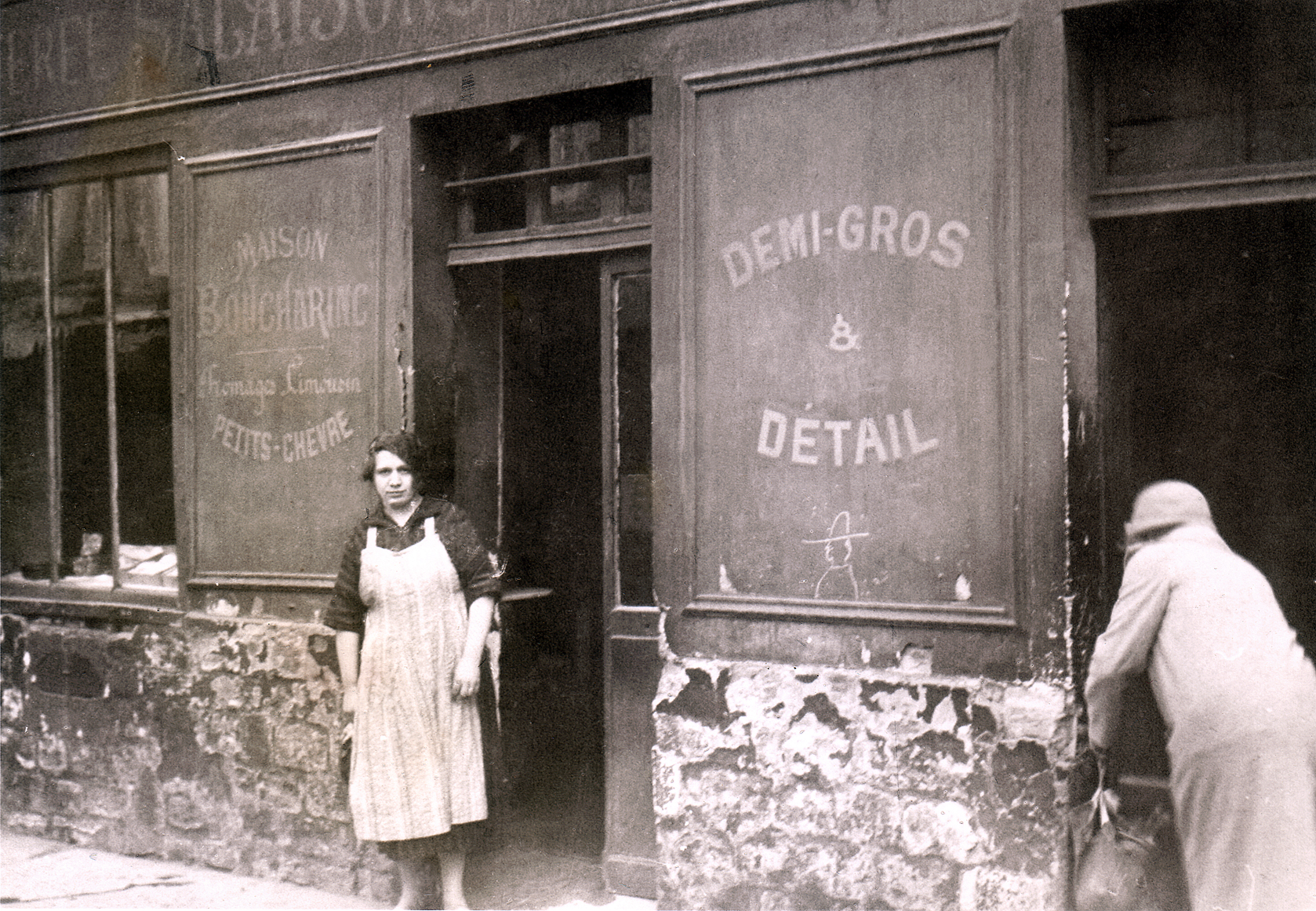
Un magasin en 1917.

La rue fut parcourue par une ligne de tramway (voir plus loin) en direction de la banlieue. Le retour se faisait par la rue Vergnaud en direction du centre de Paris. À la suppression du tramway, le 20 avril 1936, l'autobus le remplaça : la ligne AR/bis. Après guerre, ce fut la ligne 77 (Poterne des Peupliers↔Hôtel-de-Ville), à laquelle succéda vers 1950 la ligne 21 actuelle (Porte de Gentilly↔Porte de Saint-Ouen). Notons qu'à cette époque, la rue était à double sens, ce qui créait quelques conflits circulatoires à cause de sa relative étroitesse.
Au no 115, se trouvaient les Ateliers de Construction radiologiques André Martin. Trois bâtiments orthogonaux à la façade abritaient machines et ouvriers par-delà la petite cour à l'arrière de l'immeuble et ses dépendances. Ils s'étendaient jusqu'au mur d'enceinte des immeubles en brique rouge des années 1935-1936 du square Dreyer,  ouvrant rue Wurtz. Les appareils de radiographie sortaient par l'unique porte des ateliers puis, sur un petit chariot plat, passaient dans le couloir d'entrée de l'immeuble en rasant les parois avant de parvenir au niveau de la rue et d'être chargés sur les véhicules de transport.
Les années 1956 à 1967 ont vu la démolition et la reconstruction presque complètes de la partie comprise entre le boulevard Auguste-Blanqui et la place Coluche (avec rectification du tracé et doublement de la largeur sauf au droit des nos 114-116 face aux 101-103 où elle est restée telle quelle) et concernant l'îlot no 13 et l'îlot Bièvre, dans le cadre de la résorption des îlots insalubres parisiens.
Précisons enfin que sur le côté impair, les immeubles numérotés 107, 115, 117, 119 et ceux jusqu'à la place Coluche (autrefois « carrefour Alésia-Tolbiac ») étaient présents en 1935. Le 115 a été surélevé de deux étages vers 1918-1920. Un vestige de la ligne de tramway 93 (Châtelet-Arcueil) se trouve sur la façade du 117 : une attache de câble transversal qui soutenait la ligne trolley pour les motrices de ce tramway. Face au 115 se trouvait l'entrée d'une clinique psychiatrique, la « Villa Montsouris » qui a été déplacée au débouché du passage Victor-Marchand donnant rue de la Santé lors de la restructuration du quartier.

## Bâtiments remarquables et lieux de mémoire
- Au nord, la rue de la Glacière est prolongée par la rue Berthollet, qui mène jusqu'à la rue Claude-Bernard.
- L'îlot délimité par le boulevard de Port-Royal, la rue Broca, la rue Saint-Hippolyte et la « rue de la Glacière » occupe l'emplacement de l'ancienne caserne Lourcine dont l'entrée principale se trouvait no 37, boulevard de Port-Royal et dans laquelle Léopold Sédar Senghor fit une partie de son service militaire[4]. Après des travaux de réaménagement, le centre Lourcine fait partie depuis 2019 du Campus Port-Royal de la faculté de droit de l'université Paris-1 Panthéon-Sorbonne[5].
- No 24 : sur la façade, une plaque rappelle que Pierre et Marie Curie habitaient cet immeuble en 1898 lorsqu'ils découvrirent le radium à l'École supérieure de physique et de chimie de Paris. Ils y vécurent de 1896 à environ 1900[6].
- Au no 43 bis se trouve la bibliothèque du Saulchoir, bibliothèque de la province dominicaine de France, spécialisée en sciences religieuses.
- Au no 65 se trouvait le siège de l'association des Scouts et Guides de France et de la Fédération du scoutisme français jusqu'en 2019[7].
- Au no 123 : église Saint-Albert-le-Grand construite après 1967 un peu au nord des lieux où se trouvait la chapelle de la Sainte-Agonie détruite lors de la rénovation du quartier. Cette chapelle paroissiale dépendait alors de la paroisse Sainte-Anne de la Maison-Blanche. Elle était située rue de l'Èbre (supprimée), juste devant le couvent des sœurs infirmières de Saint-Joseph et avait son pignon rue de la Glacière. Ce fut dans une trappe située sous l'autel et aérée par un soupirail donnant rue de la Glacière que se réfugièrent des aviateurs anglais pendant la guerre de 1939-1945 et particulièrement durant la grande fouille du quartier en 1942. Sœur Marie-Vianney, tourière, chargée d'ouvrir la porte de la rue de la Santé, eut la présence d'esprit de proposer un café dans le parloir aux soldats fouilleurs à 5 heures du matin. Les Anglais, réveillés en grande urgence, eurent alors le temps de gagner leur cache en traversant la chapelle. Notons que ce couvent était le lieu de rendez-vous du réseau de résistance Jade-Amicol[8],[9]. Mère Jean, de son vrai nom Henriette Frédé, supérieure de la communauté, reçut en 1945 la Légion d'honneur[10] et la Croix de guerre pour son courage.
- Au no  127 : maison Art nouveau due à l'architecte Paul J. Mérou en 1904, décorée de céramiques dues à la maison Lamare et Turlin[11].

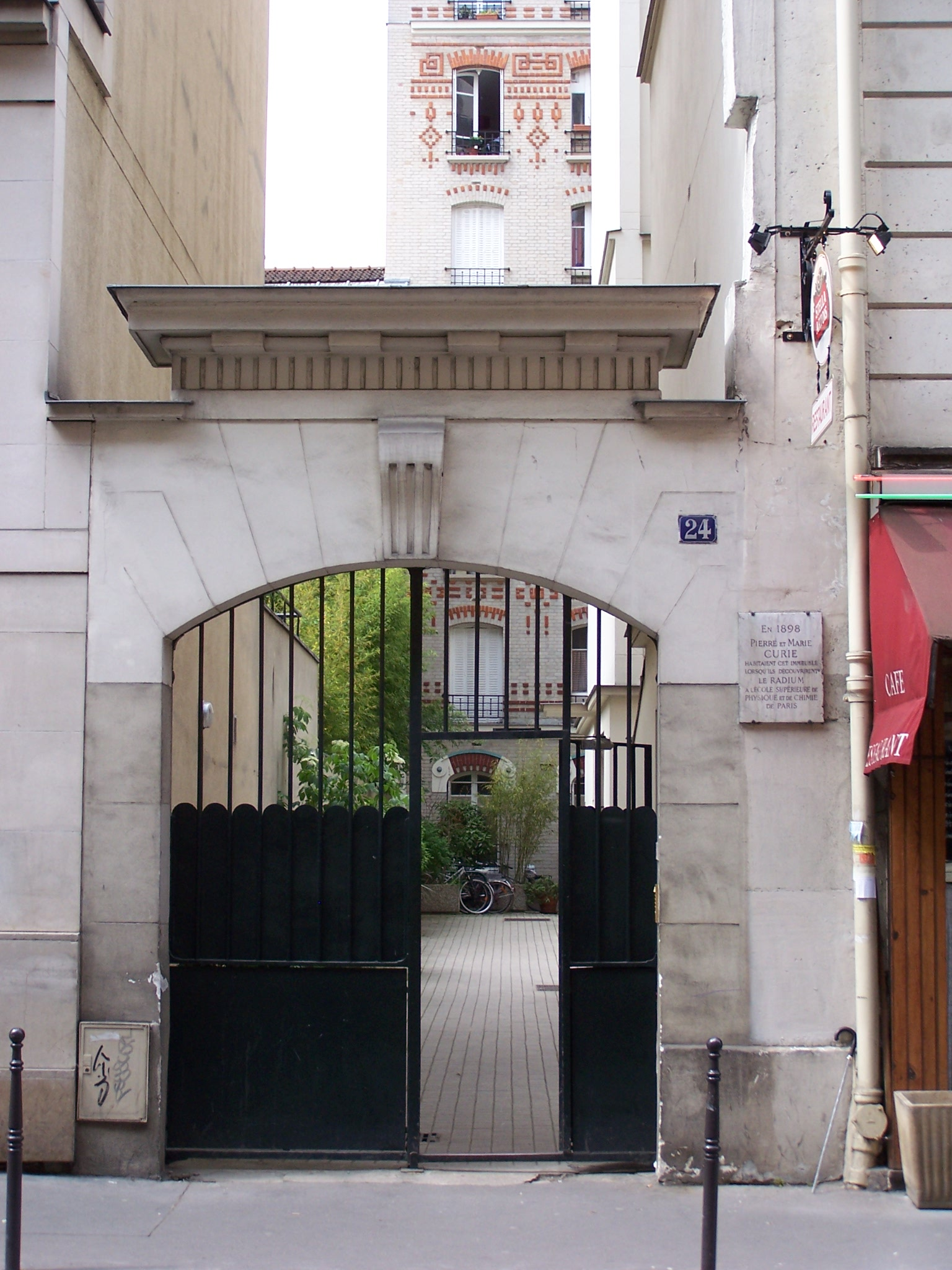
Le no 24 de la rue où habitèrent Pierre Curie et Marie Curie en 1898.
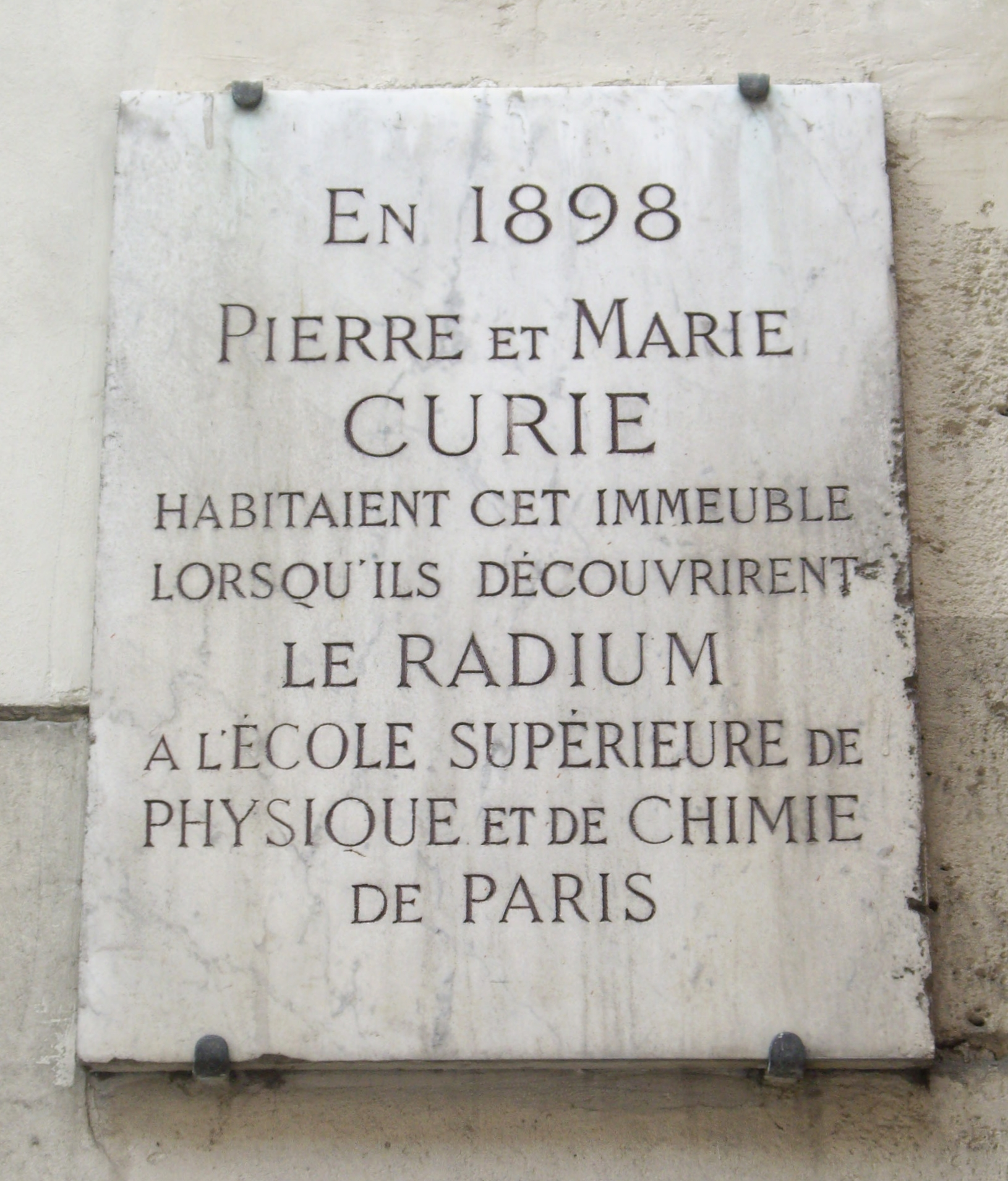
Plaque au no 24.
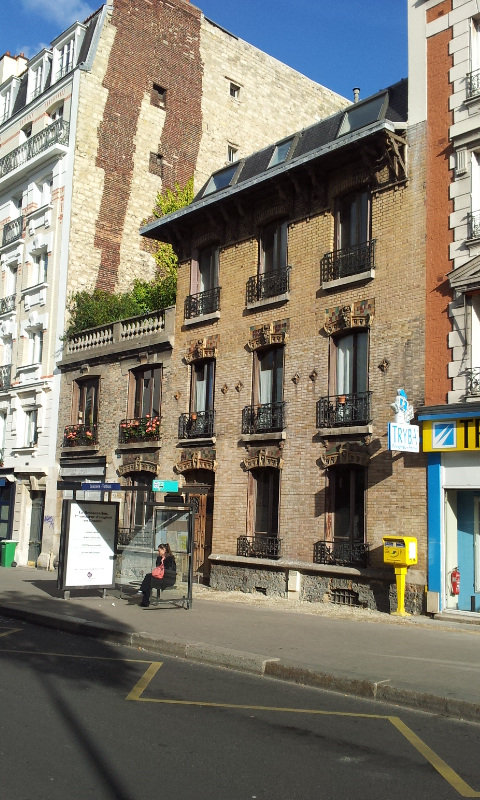
Maison Art nouveau du no 127.
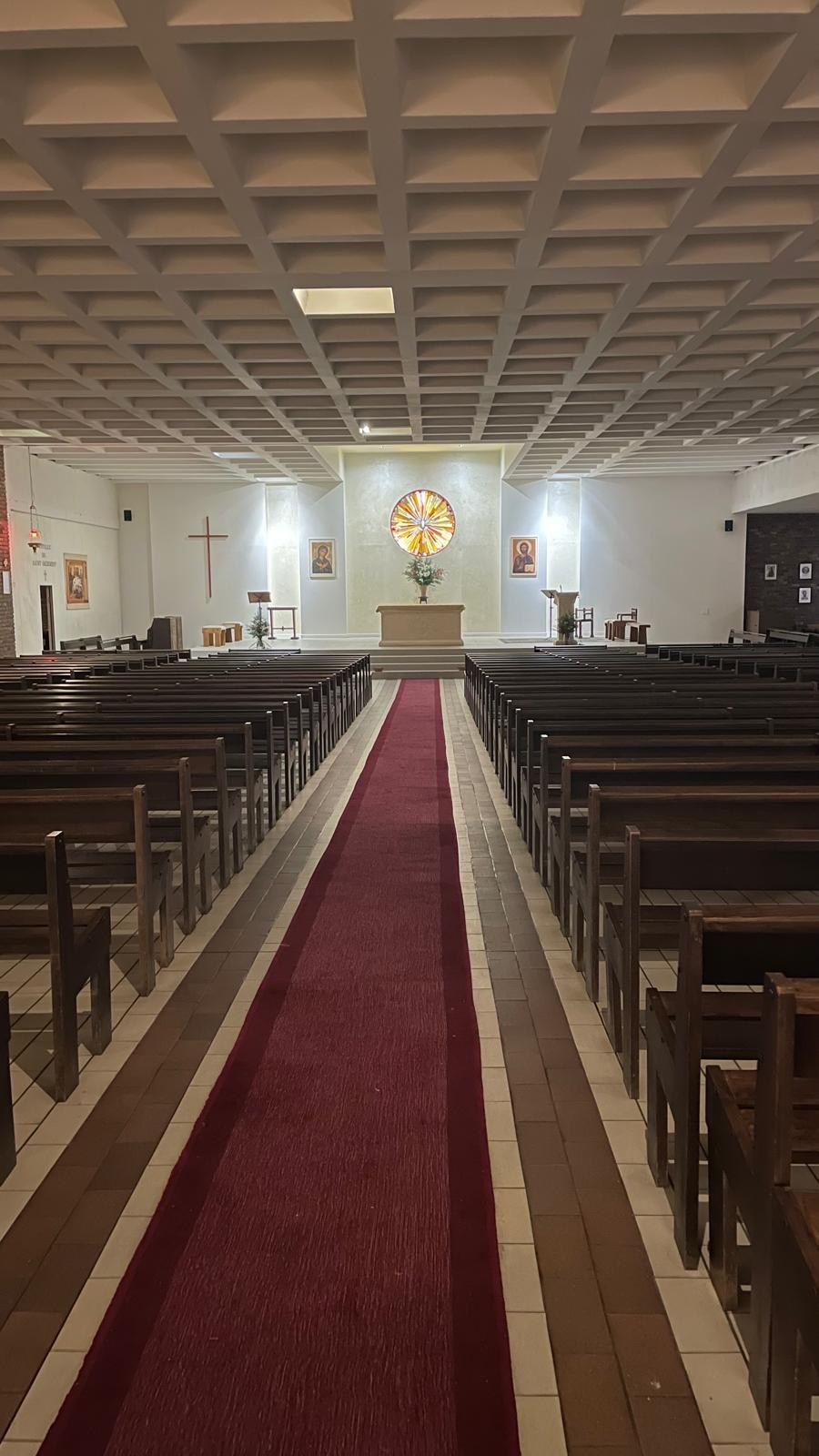
Intérieur de l'église Saint-Albert-le-Grand.

### Mentions littéraires et artistiques
Victor Hugo y situe un épisode des Misérables, « rue du Champ de l'Alouette », où se trouvaient des tanneries et des séchoirs pour les peaux traitées. L'auteur parle aussi du « passage Prévost », ouvrant dans la rue de la Glacière et la rue de la Santé, créé vers 1840 et démoli lors de la restructuration de l'îlot XIII entre 1955 et 1960. Il était situé au sud de la station de métro Glacière.
Le film Paris brûle-t-il ? commence dans le couvent des Sœurs de Saint-Joseph ; pour la circonstance, les vraies religieuses (la sœur qui ouvre est une actrice) avaient remis leur tenue de 1944 et on aperçoit mère Jean qui fait un signe de la main sur le balcon. La rue est également utilisée en 1969 dans le film Dernier Domicile connu de José Giovanni.
Le livre En route, roman de Joris-Karl Huysmans, est publié en 1895 (ce volume ouvre la « trilogie de la conversion », que complètent La Cathédrale puis L'Oblat). Durtal, le héros, assiste à une messe dans l'église du couvent des sœurs de Saint-Joseph, au chapitre IV du livre, à laquelle on avait accès par la rue de l'Èbre.
Dans De tout - « À la Glacière », (1902), Huysmans fait la description du quartier, de part et d’autre de la rue.